# Spaanse danseres
De Spaanse danseres (Hexabranchus sanguineus) is een naaktslak die in de zee leeft. De benaming van de slak heeft zij te danken aan haar elegante zwemstijl. De kleur van de slak is helderrood met een beetje wit.

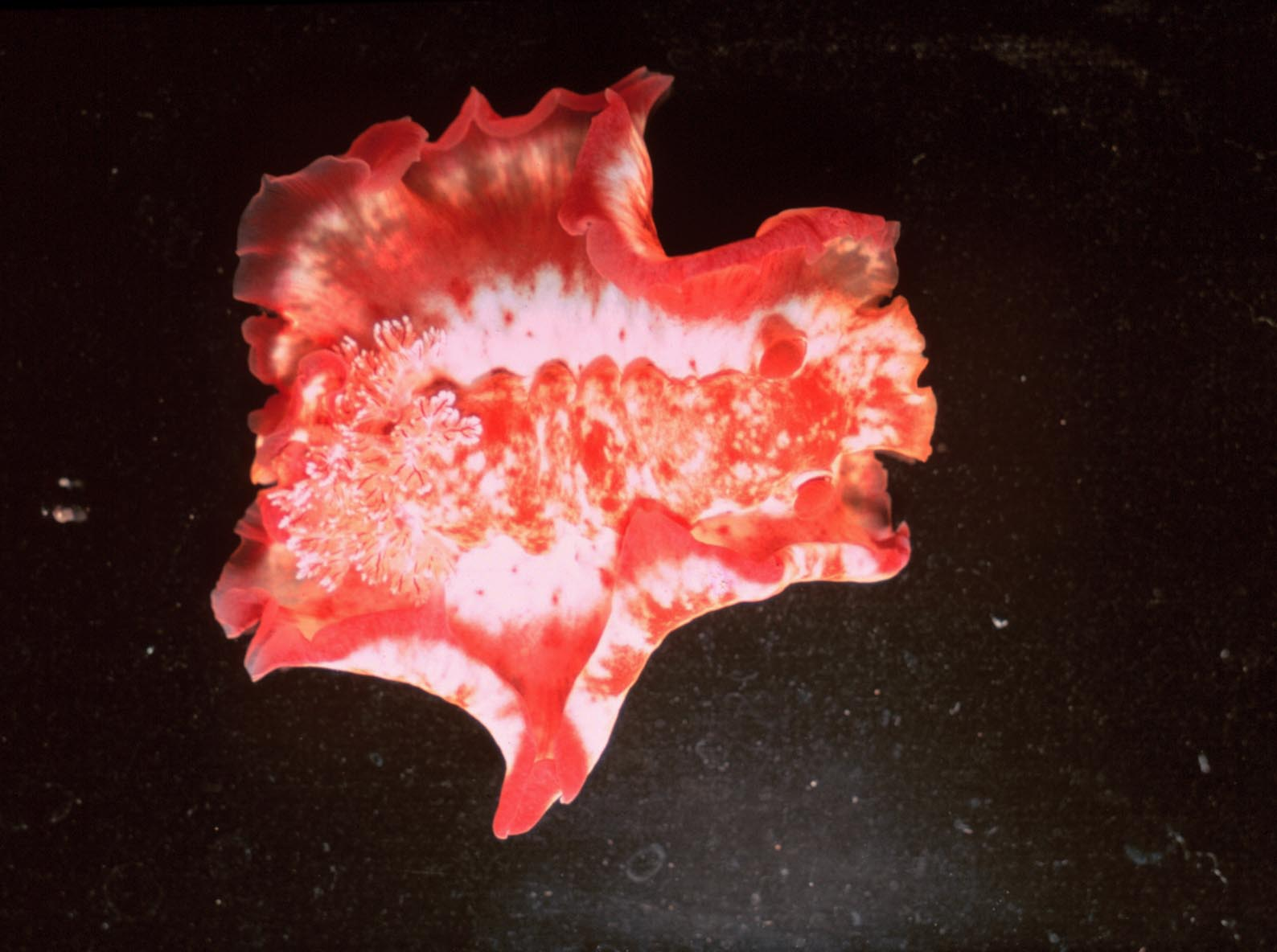
Spaanse danseres - vrijzwemmend

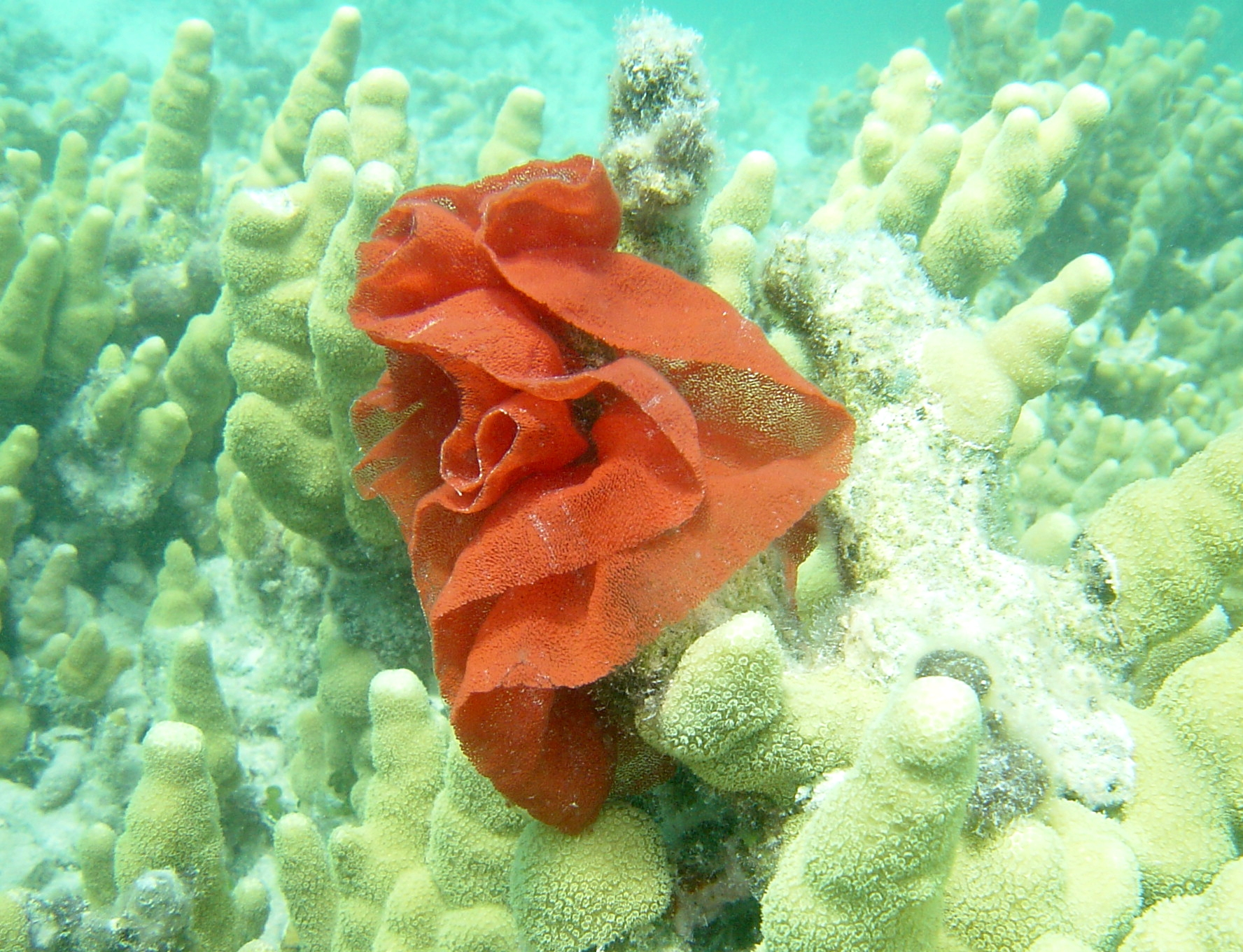
De gelegde eieren lijken op een oude lap

## Beschrijving
De Spaanse danseres is een grote naaktslak die kan uitgroeien tot een maximale lengte van 60 cm. De algemeen waargenomen grootte ligt echter tussen de 20 en 30 cm lang. De lichaamskleur is over het algemeen oranjerood gespikkeld met meerdere kleine witte stippen, maar het kan ook uniform helderrood of geel zijn met rode verspreide vlekken. Het lichaam is zacht en afgeplat, het voorste dorsale deel heeft een paar intrekbare rinoforen en het achterste deel heeft zes samentrekkende kieuwen die onafhankelijk in het lichaam zijn ingebracht. Het paar orale tentakels wordt gevormd door een flexibel vinmembraan voorzien van grote digitale lobben.
In een normale omstandigheden wanneer het dier kruipt, zijn de randen van zijn mantel naar boven gekruld, waardoor een perifere blaar ontstaat. Als het dier wordt gestoord, ontvouwt het zijn randen en kan het door samentrekkingen en golvingen van het lichaam zwemmen om weg te vluchten van het storende element. De algemene naam, Spaanse danseres, komt van deze specifieke verdediging.
De jongen zijn nogal witachtig tot geelachtig met meerdere paarsachtige punten en oranje rinoforen en kieuwen.

## Voorkomen en verspreiding
Deze zeenaaktslak voedt zich met sponzen die een schadelijke stof bevatten, waardoor de slak vies smaakt. De slak is wijdverbreid in de tropische en subtropische wateren van de Indo-Pacific, van de oostkust van Afrika, inclusief de Rode Zee, tot Hawaï en van Zuid-Japan tot Australië. De ogen zitten op een soort stokjes wat ook goed te zien is op het plaatje rechts.

## Biologie
Overdag verbergt de Spaanse danseres zich voor het licht in de spleten van zijn natuurlijke leefgebied om pas 's avonds laat naar buiten te komen. Het voedt zich met verschillende soorten spons. Zoals alle naaktslakken, is het hermafrodiet en zijn felrode tot roze eierlint heeft een spiraalvorm die in door de omvang van het dier relatief groot zijn. De eieren worden gegeten door een aantal andere soorten naaktslakken als Favorinus tsuruganus of Favorinus japonicus.